# Caenohalictus curticeps
Caenohalictus curticeps är en biart som först beskrevs av Joseph Vachal 1903.  Caenohalictus curticeps ingår i släktet Caenohalictus och familjen vägbin. Inga underarter finns listade.